# Live Wire/Blues Power
Live Wire/Blues Power è un album dal vivo del cantante e chitarrista statunitense Albert King, pubblicato nel 1968.

## Tracce
1. Watermelon Man (Herbie Hancock) – 4:04
2. Blues Power (Albert King) – 10:18
3. Night Stomp (Raymond Jackson, King) – 5:49
4. Blues at Sunrise (King) – 8:44
5. Please Love Me (B.B. King, Jules Taub) – 4:01
6. Look Out (King) – 5:20

## Formazione
- Albert King – chitarra, voce
- Willie James Exon – chitarra
- James Washington – organo
- Roosevelt Pointer – basso
- Son Seals – batteria